# 中山恒明
中山 恒明（なかやま こうめい、1910年9月25日 - 2005年6月20日）は、日本の外科医、外科医学者。
食道癌の世界的権威であり、食道外科で独自の手術法を確立したことで知られる。2011年に制定された千葉大学大学院医学研究院・医学部のシンボルマークにある「begin.continue」は中山語録が由来。アメリカのLIFE誌に邦人としては最も早い時期に取材され、世界的な外科医として広く知られている。

## 経歴
山梨県白州町に医師中村進の長男として生まれる。東京出身。旧制新潟高等学校卒。1934年、千葉医科大学卒。瀬尾貞信の元で学ぶ。1936年、同助手。1938年、医学博士。1947年、千葉医科大学教授、のち組織改編により千葉大学医学部教授。1964年、国際外科学会の「世紀の外科医賞」を受賞。1965年、東京女子医科大学客員教授。同大に消化器病センターを設立。同年中山癌研究所を創設。1966年ベルツ賞1等賞を受賞。日本消化器外科学会会長、国際外科学会会長。1991年、がん医学の中山恒明賞を創設。

## 人物
自身の乳がんを助手とともに手術し、翌日には出勤している。
長谷川町子のがんの手術（家族の要望により本人には告知せず）の際には、家族に力強く快癒を約束し、名医は患者を安心させる対人能力にも長けていると長谷川の妹の洋子（心理学専門家）を感心させている。また手術7日後の長谷川町子に病床での執筆再開を促し、家族が町子にもう連載はやめようと言うと、執筆したい町子の求めに「（家族を）呼んでらっしゃい！洗脳してあげる。」と応じ、中山に説得された家族は渋々執筆道具を病床に届けている。なお退院間際に消化器病センターが落成したため「全快した患者が最初に退院すると縁起が良い」との理由で長谷川が同センターに病室を移されて退院第一号となった。

## 教授就任の背景
昭和22年、1947年、36歳で第二外科教授となった。千葉医大生え抜きとして初めての教授就任であった。千葉医大はその前身の千葉医専の時代から、典型的な東大医学部の植民地であった。主任教授はすべて東大医学部出身者で占められていた。

## 中山語録
中山恒明は、昭和40年に消化器病センターを開設し、医療練士研修制度を創設し、真に実地医療の出来る医師を育てることに専念し、初期臨床研修制度の始まる40年以上も前に卒後教育の重要性を説いていた。若手教育の場での教育語録は、中山語録として伝わる。
中山語録
- 「人生は経験である」
- 「始めたらやめないこと」
- 「同じ過ちを二度としないこと」
- 「-ねばならぬという事は人生にない」
- 「なさざるは悪をなすよりも悪い」
- 「努力しないで出来るうまい話はない」
- 「必要は発明の母だ」
- 「いいかげんな気持ちでは、いい仕事はできない」
- 「人生の幸福とは飢えず飽かず働くにあり」
- 「手術は安全かつ安易な方法で」
- 「検査で患者を苦しめてはならない」
- 「患者に休みがあるのなら休みたまえ」
- 「医者を選ぶのも寿命のうち」
- 「医療と経済は二人三脚」
- 「暇があったら患者をみろ。何度同じ患者を診察してもよい」
- 「治療の中で一番大切なのは、技術や薬剤ではなく、医師の心である」
- 「偉大な指者、学者、術家は自分の心に哲学を持っている。哲学のない医者は等も信頼もされない」
- 「私の教えを受けたものは、将来、同業の外科医から足を引っ張られるような、力と根性を備えた立派な外科医になってもらいたい」
- 「とにかく専門家の常識ほど学問の進歩を阻害するものはない」
- 「科学は可能なものを可能にするが、不可能を可能にするような科学はない」
- 「講演は聴衆が一人でも二人でもやる」
- 「姿勢がいいのは、健康の秘訣」
- 「人間はその年齢にならなければ、その年齢の実際はわからないもの」
- 「長生きするには腹八分目で怒らないこと」
- 「物を持ったら落とすことを考える」
- 「砂糖は甘いといっても、なめてみなければわからない」
- 「読書というものは毎日の生活習慣にならなければ本物ではない。また内容も単に専門分野のみでなく、一日最低一時間以上は専門外の物も必ず読んで視野を広げ、心を豊かにすることも肝要だ」
- 「ツマラナイ、ツマラナイと言って二年過ごすのと、ココニモ、何カ得ルモノガアルと考えて二年過ごすのでは、二年後には雲泥の差ができる」
- 「世の中で人より三歩先んずれば狂人。二歩前を行くものは達人。一歩先んずれば賢人、君たちは1.5歩位のところを目指すのがよかろう」

## 著書
- 『動脈性衝撃注射療法』協同医書出版社 1948
- 『容易且安全なる頸動脈毬剔出手術手技』日本医書出版 図解手術叢書  1948
- 『頸動脈毬(腺)』学術書院 1949
- 『最も容易にして且安全な胃切除術々式』日本医書出版 図解手術叢書  1948
- 『外科医になる道』医学書院 1953
- 『消化器外科手術』第1-3巻 金原出版 1954-56
- 『アイソトープによる癌の早期診断』中外医学社 1956
- 『癌 日本人の幸福のために』東都書房 1958
- 『患者の顔医者の顔 随筆』コスモポリタン出版社, 1959
- 『臨床外科鑑別診断』金原出版 1960
- 『手術のこつとその解剖要点 外科用解剖』中外医学社, 1961
- 『胃がんと食道がん』1963 主婦の友新書
- 『外科医への道』金原出版, 1963
- 『ガンは治る 知識をもってガンと戦え』内田老鶴圃新社, 1964
- 『ガンはこわくない 診断から治療までの40題』サンケイ新聞出版局, 1965
- 『癌を治す』潮出版社 1979

### 共著
- 『注射の仕方』北村太郎共著 医学書院 ナーセス・ライブラリ　1951
- 『医学の夜明け 心の対話』榊原仟 日本ソノ書房, 1969
- 『食道疾患図譜』編集 医学書院, 1973
- 『医学の挑戦』吉田富三共著 学生社 科学随筆文庫　1978
- 『胃の手術 1 (胃切除B[Ⅰ])』木下祐宏共著 医学図書出版 最新図解手術叢書 1980
- 『糖尿病とともに90歳 外科医中山恒明が語るすこやかライフ』大森安恵,渡邉まゆみ編著 プラネット 1999

## 参考
- 日本人名大事典:
- 『サザエさんの東京物語』長谷川洋子. 朝日出版社, 2008.4.
- 『サザエさんうちあけ話』長谷川町子. 姉妹社, 1979. 朝日新聞社, 2001.
- 『神と人間の間 ガンをねじ伏せた中山恒明』高村暢児. 講談社, 1976.